# Dekontaminationsfahrzeug

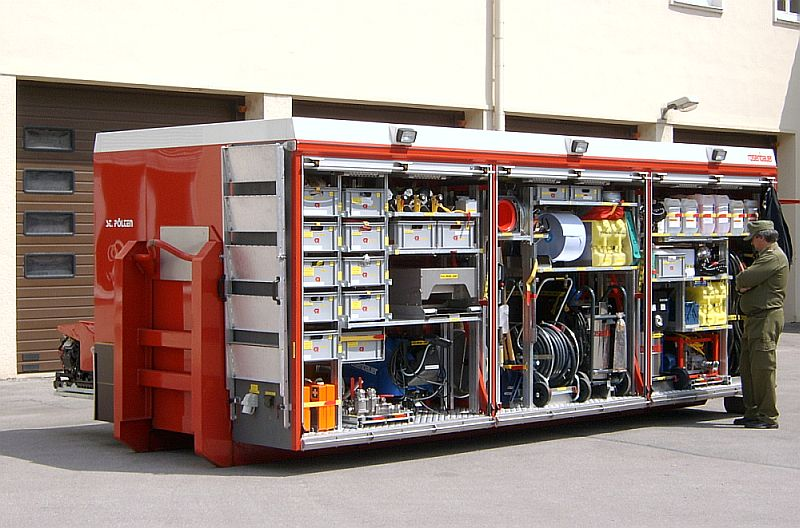
Abrollbehälter für die Dekontamination (WLA-DEKO der FF St. Pölten)

Ein Dekontaminationsfahrzeug (in Deutschland kurz Dekon-Fahrzeug, in Österreich auch Deko-Fahrzeug genannt) ermöglicht den Transport und den Einsatz von Gerätschaften zur Dekontamination.
Dies sind meistens Einsatzfahrzeuge der Feuerwehr, in selteneren Fällen auch des Technischen Hilfswerks (THW). Sie gehören der ABC-Dienstkomponente des Zivil- und Katastrophenschutzes an.
Je nach Bestimmungszweck beziehungsweise Dekontaminationsart können die Fahrzeuge entsprechend unterschiedlich benannt werden. Etablierte Namen sind in Deutschland:
- Dekontaminationslastkraftwagen Geräte (Dekon-LKW G)
- Gerätewagen Dekontamination Personal (GW Dekon P); vormals Dekontaminationslastkraftwagen Personen (Dekon-LKW P)
- Dekontaminationsmehrzweckfahrzeug (DMF)

Darüber hinaus existieren – oft in Eigenleistung erbaute – Anhänger oder Abrollbehälter zu Dekontaminationszwecken.
Die Dekontaminationsfahrzeuge und ihre Besatzung werden dabei durch weitere Fahrzeuge des ABC-Zuges oder des örtlichen Gefahrstoffzug unterstützt.